# Arrieta (Lanzarote)
Arrieta es una localidad del municipio de Haría, situada al norte de Lanzarote (Canarias, España). En 2016 contaba con 897 habitantes.

## Toponimia
Arrieta surge como un fondeadero de pescadores, atribuyendose su nombre al hidalgo francés, gobernador de Lanzarote y Fuerteventura, Arriete Preud'homme, apellido castellanizado como Perdomo, que se casó con Margarita de Bethencourt, hija de Maciot y de la princesa guanche Teguise.

## Playas
Al sur del pueblo se encuentra la playa de La Garita. Es una playa de arena y bolos de 810 metros de longitud, y unos 10 metros de ancho, a pesar del viento que sopla sobre ella constantemente, sus aguas permanecen tranquilas.
A los pies del muelle del pueblo se encuentra el Charcón, que es una playa de arena y roca de 15 metros de longitud y aguas muy tranquilas.

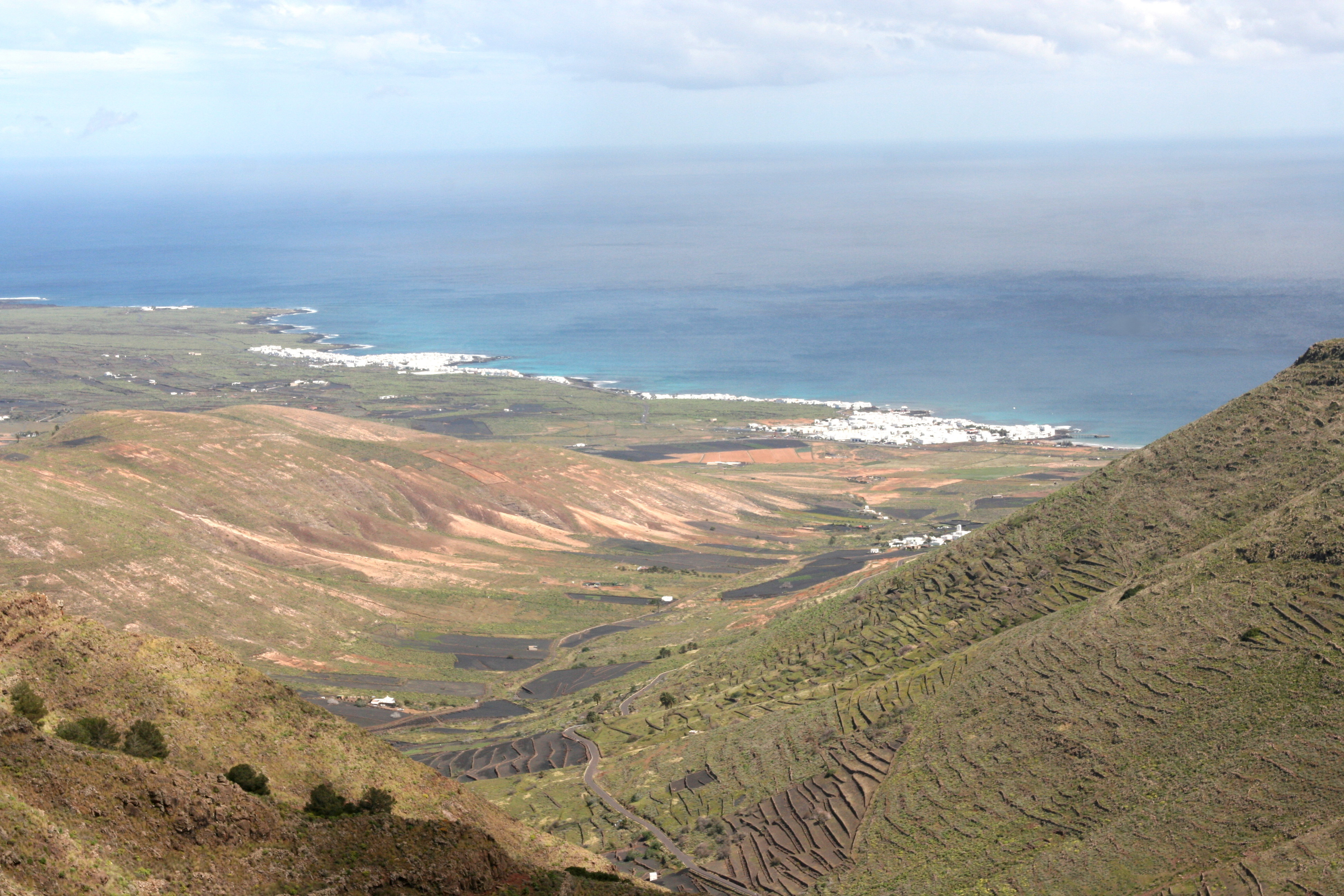
Arrieta (a la derecha) desde Haría.